# هانس شليغل
هانس شليغل (بالألمانية: Hans Wilhelm Schlegel)‏ (و. 1951 – م) هو رائد فضاء، وفيزيائي من ألمانيا . ولد في Überlingen .

## ريادة الفضاء
شارك في المهمات الفضائية:
- STS-122
- STS-55.

## التعليم
تعلم في الجامعة التقنية الراينية الفستفالية

## جوائز
حصل على جوائز منها:
- وسام الجدارة من الدرجة الأولى صنف الاستحقاق من جمهورية ألمانيا الاتحادية
- وسام الجدارة من الدرجة الأولى صنف الاستحقاق من جمهورية ألمانيا الاتحادية
- Order of Friendship.